# Мюллюринне, Вяйнё
Вяйнё Мюллюринне (фин. Väinö Myllyrinne, 27 февраля 1909, Гельсингфорс — 13 апреля 1963, Хельсинки) — финский великан. По разным источникам рост Мюллюринне варьировался от 246 до 251,4 см, наиболее часто упоминаемый его рост составляет 248 см. Сам он указал — 247 см. Весил он более 170 кг и всё ещё рос в свои 40 лет. По-видимому, он также стал самым высоким солдатом всех времен, когда он поступил на военную службу в 1929 году с ростом около 220 см.

## Биография
Вяйнё Мюллюринне родился 27 февраля 1909 года в Гельсингфорсе и был вторым ребёнком в семье полицейского, у него было восемь братьев и сестер (двое из которых умерли, не прожив и года). Отец происходил из провинции Сатакунта, мать, Анна-Мария Керянен, из Кайнуу. Интересно, что родная деревня матери — северная финская деревня Палтамо — также была родиной двух других финских гигантов: Даниэля Каянуса и Лаури Мойланена.
В 1929 году Мюллюринне поступил на военную службу. Служил в тяжёлой артиллерии в Выборге. До начала войны жил в разных местах, так как семья часто переезжала.
Демобилизовавшись, поселился в Хельсинки. Он стал членом Хельсинкского легкоатлетического клуба, пробовал заниматься борьбой. В 1930-е годы он путешествовал по Европе и выступал в цирках и варьете сначала как борец, а затем просто демонстрировал себя и пожимал руки зрителям. Он тоже должен был отправиться в Америку, но из-за начала Зимней войны гастроли не состоялись, и он вернулся в Финляндию.
После окончания войны ещё несколько раз выступал в Швеции, но не поехал в Великобританию из-за ухудшения здоровья. Страдал от заболеваний суставов, из-за чего ему было трудно двигаться. С 1946 года жил в Ярвенпяа, около десяти лет занимался разведением кур.
С 1942 года был женат на Анне-Лиизе Пуистонен. Брак продлился два года и был бездетным. В конце своей жизни он жил с семьей своего брата.
В конце жизни он заболел ещё и сахарным диабетом, а за полгода до смерти упал и сломал тазобедренный сустав. Умер 28 апреля 1963 года в Хельсинки в Институте лучевой терапии, похоронен в Ярвенпяа.
В 2004 году он занял 12-е место в рейтинге величайших финнов.